# Wakah
Wakah (arab. وقاح) – wieś w Syrii, w muhafazie Aleppo. W 2004 roku liczyła 113 mieszkańców.